# Жан-Мишел Баскијат
Жан-Мишел Баскијат (22. децембар 1960 – 12. август 1988) био је амерички сликар и музичар.

## Биографија
Рођен је 22. децембра 1960. у Бруклину. Његов отац, Жерард, је пореклом са Хаитија док је његова мајка Матилда Американка, рођена у Бруклину али порториканског порекла. Његова мајка је говорила енглески и шпански, волела је путовања и често је младог Жан-Мишела водила по музејима. Највећи утицај на свет уметности и културе имала је његова породица, првенствено породице његове мајке, а 1981. године, у част своје баке Флоре Жан-Мишел ствара слику „Абуелита“ што би у преводу на шпански значило бака.
Био је друго од четворо деце Жерара и Матилде. Већ у школи, од најранијих ногу, показује таленат за уметност пишући и илуструјући са другом из школе једну дечју књигу. Интересују га сви уметнички правци, књижевност, поезија, сликарство, стрип, али са седам година доживљава несрећу која ће обележити његово будуће стваралаштво. Док се играо на улици, ударио га је аутомобил и озбиљно повредио. Осим што је сломио руку, болници му је констатована повреда унутрашњих органа због чега му је одстрањена слезина. Да би му брже прошло време, мајка му дарује књигу о анатомији која оставља велики утисак на њега. Књига се звала „Грејева анатомија“ исто као и његов музички бенд, Греј, који ће основати у тинејџерским данима. По изласку из болнице убрзо му се и родитељи разводе. Мајка бива примљена у психијатријску болницу, а остатак породице на челу са оцем се почиње селити у потрази за бољим послом. Када се коначно преселе у Порторико, однос Жан-Мишела са оцем постаје затегнутији и он први пут бежи из куће. Године 1976. породица се враћа у Њујорк.
Током школовања није се истицао као вредан ђак и често је мењао школе. Једнако га је интересовала и музика и сликарство. На крају неће ни завршити школу већ ће је напустити, годину дана пред дипломе у својој 17 години. У свет ликовне уметности закорачио је са својим другом Елом Дијазом са уличним графитима потписујући радове под псеудонимом САМО што је акроним, скраћеница за реченицу „SAMe Old shit“ (исто старо срање). Са Дијазом се растаје после препирке и Дијазовог графита „SAMO is dead“ (САМО је мртав) у Сохоу и од тада радове потписује својим именом. Радове је продавао и у виду разгледница инспирисане панк културом. Подлога је небитна, па је тако исликао хаљину своје девојке, писао по насумично изабраним предметима и често и туђег власништва. Испробао се у стрип уметности, спорту, филмској индустрији, музици. Захваљујући мајци Жан-Мишел је говорио шпански, енглески и француски па се у његовим радовима који су већино пуни јарких боја, могу видети натписи на више језика али и писама, бројева, пиктограма, логоа, симбола, дијаграма и других карактера.
Цртежима и натписима Баскијат је покушавао да укаже на на феномене расне дискриминације, класне разлике, социјалну хипокризију, историју Афроамериканаца… Пантеон његових звезда којима је у својим сликама направио омаж, чувени су афроамерички атлетичари и музичари. „Црнци су протагонисти највећег броја мојих слика. Нисам видео много слика са црним људима на њима”, један је од Баскијатових записа на зиду изложбе који јасно изражава његову преокупацију и сопственим пореклом. Стварао је у годинама када је после концептуалне уметности био актуелан неоекспресионизам и ренесанса сликарства, што је било блиско његовој енергији, брзини, сугестивним аутобиографским наративима. Његова платна врве од призора костура и унутрашњих органа, обриса људи, гротескних лица, текстова на позадини различитих боја које указују на уметниково искуство са графитима и уличној уметности. Баскијат показује и саобраћајну вреву, указује на проблеме модерног друштва, социолошке разлике инспирисане мулти-етичном, хип-хоп културом па критичари његово сликарство често класификују у пост-графити уметност.

## Сарадња
Баскијат је сарађивао са другим познатим уметницима тог доба. У контакту је се музичарима, филмаџијама, визуелним уметницима. Радио је са Китом Хирингом који га је прати још док се бавио графитима и потписивао као САМО. Почетком осамдесетих Баскијат је истакао Кит Хиринга као омиљеног уметника без обзира што он тада још увек није био познат. Хиринг се и сам бавио графитима и врло брзо га је приметио на улици. Као уметници сличних стилова врло брзо су се спријатељили. Нешто касније Баскијат упознаје и Ворхола са којима успоставља најприснији контакт. Заједно стварају плакат инспирисан боксерским мечом за њихову заједничку њујоршку изложбу, коју је критика негативно оценила. Ворхол и Баскијат су се први пут упознали 1981. године и врло брзо су постали велики пријатељи. Баскијат се чак преселио у Ворхолов студио који је издавао и остао до тамо све до његове смрти. Ворхолову смрт тешко је прихватио, удаљавајући се од људи на неколико недеља. Без обзира на прве негативне критике два сликара су наставила да сарађују заједно имајући неколико заједничких изложби.
Баскијат је у Ворхолу видео очинску фигуру што је Ворхол користио да би га навео да остави дроге. Заједно су тренирали, размењивали портрете, радили изложбе. Њихов однос приказан је и у биографском филму Баскијат Џулијана Шнабера где главну улогу тумачи Џефри Рајт, а Ворхола Дејвид Боуви, музичар и глумац који је лично познавао и сарађивао са Жан-Мишел Баскијатом.

## Последње године и смрт
Жан-Мишел Баскијат је средином осамдесетих година двадесетог века био у врхунцу славе. Добија велике наруџбине за слике, мурале, графите. Његови радови достижу цену од 50.000 долара по комаду. Његове слике купују познати људи из света музике, телевизије и шоубизниса. Гостује у филмовима и музичким спотовима. Појављује се на насловници New York Times часописа, путује по свету али потпада и под утицај наркотика. После Ворхолове смрти, 1987. године, Баскијат упада у депресију и почиње поново са употребом хероина. Годину дана касније, 12. августа 1988. Жан мишел Баскијат умире од превелике дозе. Пет дана касније сахрањен је на гробљу у Бруклину, а током меморијалне службе дошло је око 300 људи из света уметности, културе и медија. Исте године, сликар Кит Харинг као успомену на њега ствара слику „A Pile of Crowns, for Jean-Michel Basquiat“.
Прије своје трагичне смрти 1988. у доби од двадесет седам година, Басqуиат је исказао наизглед безграничну креативну енергију, производећи отприлике хиљаду слика и двије хиљаде цртежа. Тијеком десетљећа, проучавање Баскијатових слика и цртежа понудило је текстуриране увиде из 1980-их и, што је још важније, континуирано размишљање о искуству црнаца на америчкој и глобалној позадини наслеђа супрематизма беле расе, ропства и колонијализма. Истодобно, Басqуиатов рад слави хисторију црначке уметности, музике и поезије, као и верске и свакодневне традиције црначког живота.
Баскијат се упркос свој кратком животу сматра плодоносним сликаром. За собом је оставио око 1000 слика и 2000 цртежа. О његовом животу су снимљена два филма, 1996. и 2010. а његова дела достижу велике новчане цифре на аукцијама па је тако 2013. године на аукцији слика “Dustheads“ продата за невероватних 48,8 милиона долара.